# Sarcolestes
Sarcolestes („lupič masa“) byl rod menšího ptakopánvého dinosaura ze skupiny "obrněných" ankylosaurů. Zahrnuje zatím jediný známý druh (S. leedsi), který formálně popsal v roce 1893 britský paleontolog Richard Lydekker.

## Historie
Lydekker fosilii původně považoval za pozůstatek dravého teropodního dinosaura, proto zvolil právě toto rodové jméno. Druhové jméno je zase poctou objeviteli fosilie, Alfredu Nicholsonovi Leedsovi. Holotyp má podobu pouze jednoho fragmentu spodní čelisti s jedním zachovaným zubem a dvěma zubními korunkami, původně dochované dermální štítky byly zničeny při vykopávkách. V roce 1901 zjistil maďarský baron a paleontolog Franz Nopcsa, že Sarcolestes nebyl teropodem, nýbrž jakýmsi ptakopánvým dinosaurem. Předpokládal, že se jedná o zástupce skupiny Stegosauria spolu s již tehdy známými rody Polacanthus, Stegosaurus, Hylaeosaurus, Stenopelix a dalšími. V roce 1980 přišel Peter Galton se závěrem, že tento dinosaurus patřil do čeledi Nodosauridae, přičemž jeho čelist byla velmi podobná čelisti raně křídového severoamerického rodu Sauropelta. Stále však není jisté, zda je Sarcolestes platným taxonem, jak dokládají některé novější vědecké výzkumy.

## Popis
Pokud šlo skutečně o ankylosaura, pak byl Sarcolestes robustně stavěným čtyřnožcem s tělesným brněním v podobě osteodermů (kostěných destiček). Dosahoval pravděpodobně délky kolem 3 metrů a hmotnosti několika stovek kilogramů.